# Sân vận động Al-Seeb
Sân vận động Al-Seeb là một sân vận động đa năng ở Seeb, Oman. Sân hiện được sử dụng chủ yếu cho các trận đấu bóng đá. Đây là sân nhà của Al-Seeb Club. Sân vận động có sức chứa 14.000 người.